# 안 자크맹
안 자크맹(Anne Jacquemin, 1963년 4월 17일 ~ )은 프랑스의 배우이다.